# Curulische zetel

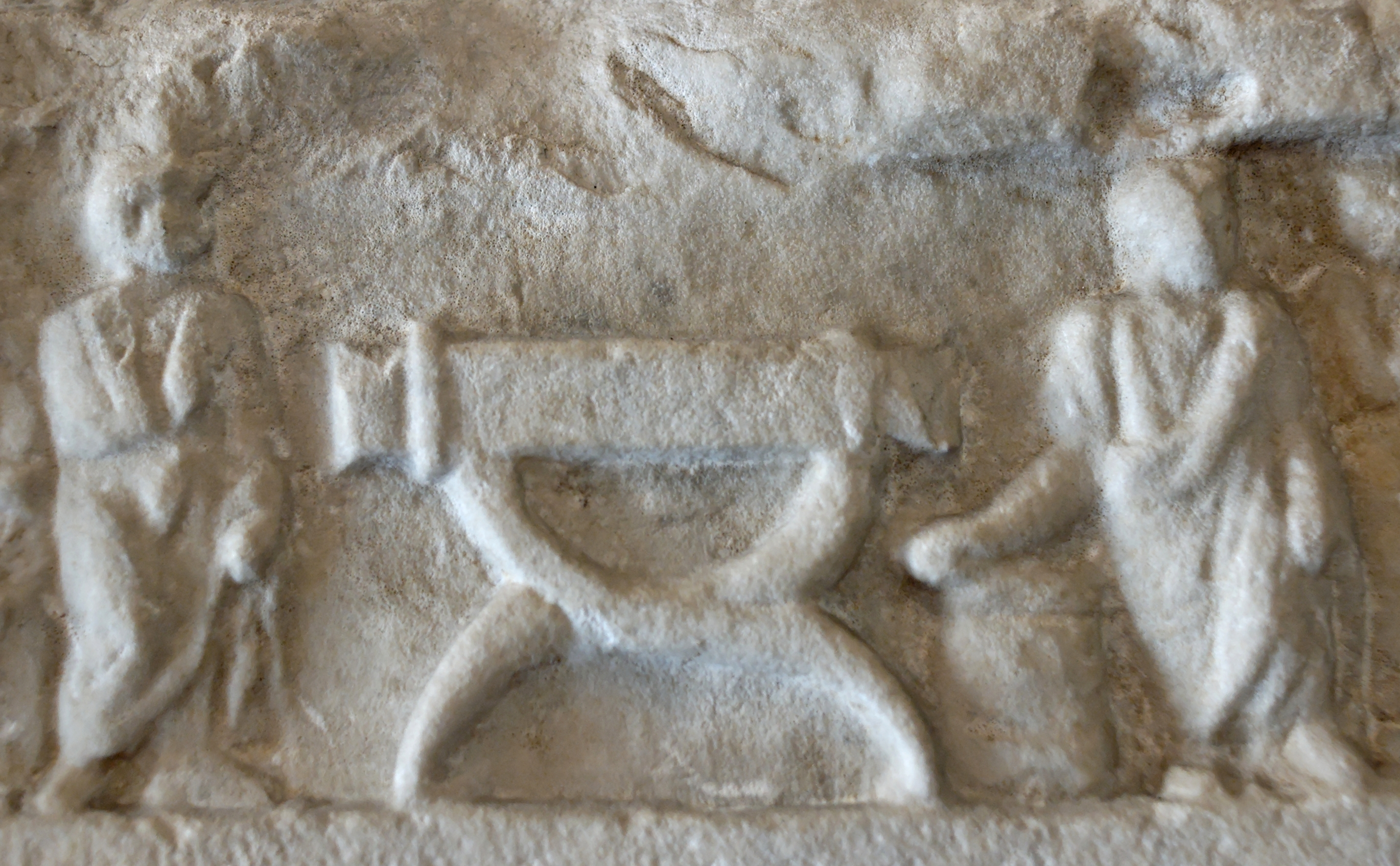
Funerair reliëf met een sella curulis (50 v.Chr.–50 n.Chr., Palazzo Massimo alle Terme)

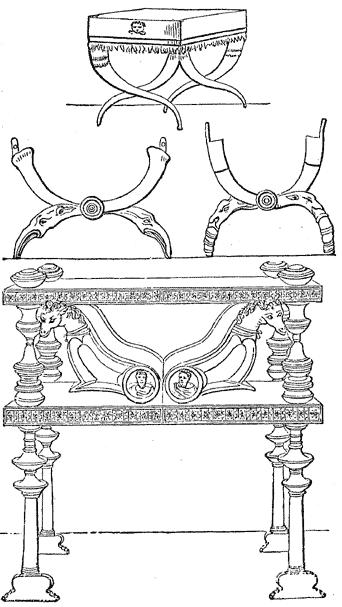
Illustraties van sella curulis uit A Dictionary of Greek and Roman Antiquities, 1870)

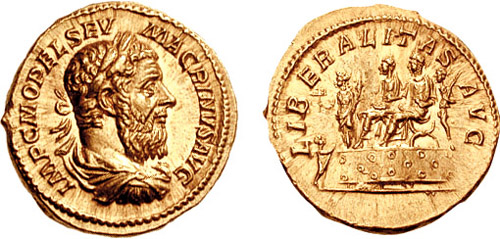
Een aureus met aan de voorzijde een portret van Macrinus en aan de keerzijde de keizer en zijn zoon gezeten op hun sellae curules

De curulische zetel (Latijn: sella curulis) was in het oude Rome de naam van een erezetel met kenmerkende kruisvormige poten, die als ambtelijk onderscheidingsteken mocht worden gebruikt door de hoogste functionarissen (die vandaar de naam curulische magistraten droegen), zoals dat eerder het voorrecht was van de Romeinse koning. Na de Romeinse tijd is curulische zetel, ook wel curule-stoel of curulische stoel genoemd, de verzamelbenaming voor afgeleide latere stoelvormen geworden met gebogen X-vormige poten. De oudst bekende zetels met de kenmerkende kruisvorm dateren uit het Egyptische Nieuwe Rijk, waaruit graven zijn gevonden waarin stoelen in de stijl van de curulische zetels werden aangetroffen.

## Romeinse tijd
In oorsprong was de sella curulis een van de regalia van de koningen van Rome. Het was een mooi versierde klapstoel, zonder arm- of rugleuning, die sinds lange tijd in het Oude Rome zou bestaan hebben als symbool van de koninklijke macht, en samen met andere regalia geïmporteerd was vanuit Etrurië door koning Lucius Tarquinius Priscus (of misschien reeds eerder door Tullus Hostilius). Silius Italicus vermeldt Vetulonii als de stad waaruit de sella curulis afkomstig was.

Ze blijkt van in het begin versierd te zijn geweest met ivoor en goud, en dit wordt bewezen door verschillende antieke bronnen, onder andere Cassius Dio. De vormgeving bleef lange tijd bijzonder sober, gelijkend op een eigentijdse plooibare (plicatilis) campingstoel met gekruiste benen.
De term betekende gaandeweg zoveel als "stoel van staat" (cf. ook minister van staat). Volgens antieke bronnen zou curulis afgeleid zijn van het Latijnse woord currus (= wagen; sella curulis zou dus oorspronkelijk wagenstoel betekenen), maar het is niet uit te sluiten dat hij in verband staat met curvus (= krom: zie afbeelding).
Tijdens de republiek werd aan de consules, praetores, aediles curulis en censores het recht verleend om in de curia of senaat op een met ivoor ingelegde stoel plaats te nemen. Ook de Flamen Dialis, de dictator ("omdat verondersteld werd dat de dictator alle magistraturen in zich verenigt") en diens magister equitum bezaten dit recht.

Onder het principaat werd het toegekend aan de princeps of, tijdens zijn afwezigheid, aan zijn standbeeld, maar ook aan de Augustales, en, misschien, aan de praefectus urbi
Behalve in de Curia werd de sella curulis ook opgesteld tijdens alle grote publieke gebeurtenissen, vooral in het circus en theater. Ze was ook de ambtszetel van de praetores wanneer zij recht spraken. Soms werd ze zelfs opgesteld na de dood van de persoon aan wie ze was toegekend, als speciaal eerbetoon: deze eer werd alleszins bewezen aan Marcellus, Germanicus, en Publius Helvius Pertinax.
In de provincies werd de sella curulis toegekend aan mindere magistraten, wanneer zij proconsulaire of propraetorische potestas uitoefenden. Ook buitenlandse vorsten (zoals Ariobarzanes II van Cappadocia) kregen er soms een cadeau, want het was bij de Romeinen gebruikelijk om een sella curulis, een ivoren scepter, een toga praetexta, en andere soortgelijke ornamenten te schenken, als blijk van respect en vertrouwen, aan die heersers wier vriendschap men wenste te cultiveren.

## Latere vormen

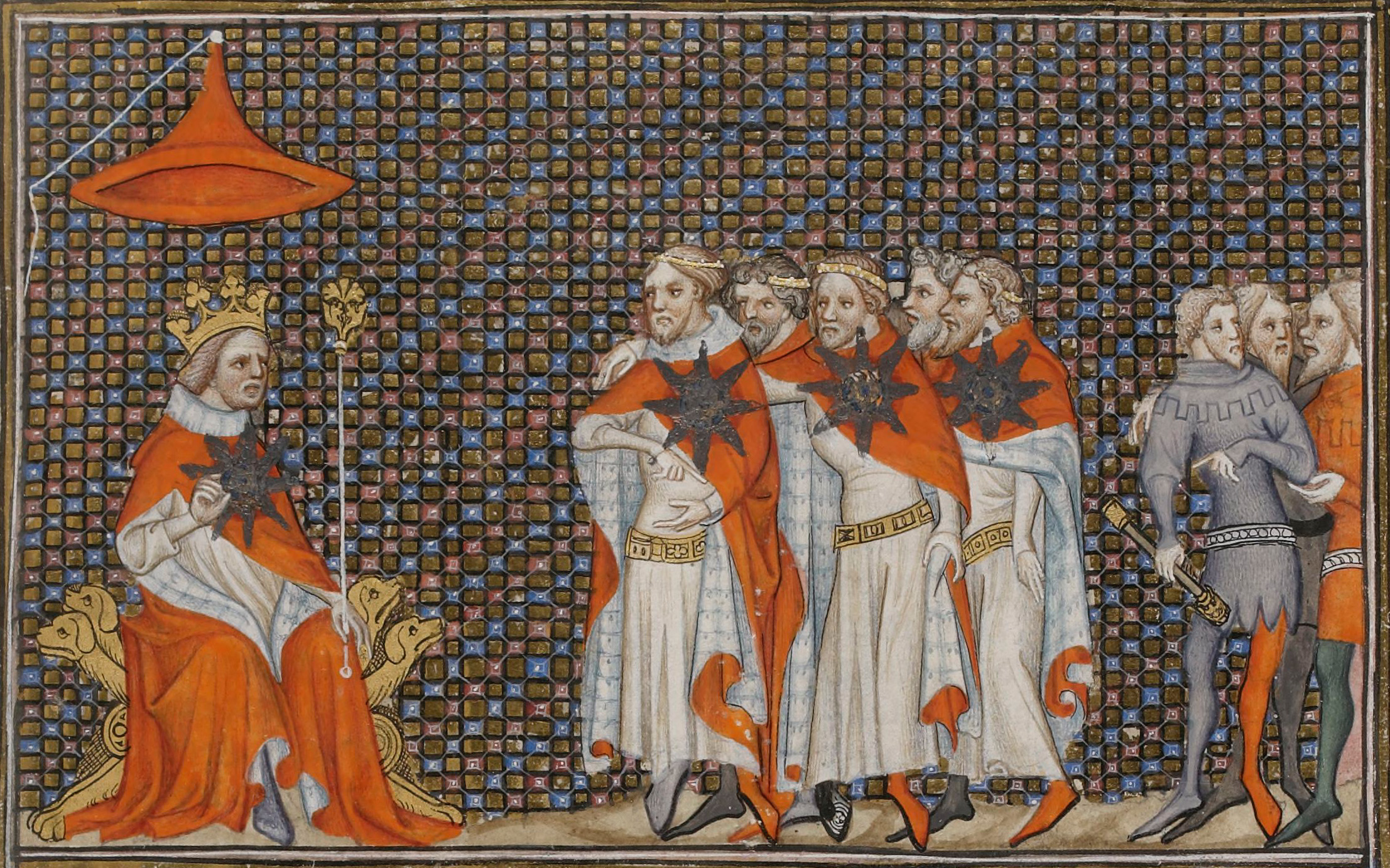
Jan II van Frankrijk gezeten op de "Troon van Dagobert" bij de oprichting van de Orde van de Ster in 1351 op een beeldhandschrift (Bibliothèque nationale)

Na de val van het Romeinse Rijk bleven heersers de curulische zetel gebruiken als machtssymbool. Diptieken uit de 6e eeuw tonen de consuls Orestes en Constantinus op fraaie curulische zetels met gekruiste dierenbotten. In Gallië gebruikten de Merovingse heersers als opvolgers van de Romeinen de zetel als een symbool van hun recht om het recht uit te mogen oefenen en het Huis Capet, de opvolgers van de Karolingen, hielden de zetel in ere. Bekend is bijvoorbeeld de gegoten bronzen "Troon van Dagobert", die het eerst in de 12e eeuw wordt genoemd door abt Suger van St. Denis die in zijn Administratione claimt: "We hebben ook de adellijke troon van de glorieuze Koning Dagobert hersteld, waarop volgens de traditie de Frankische koningen zaten om de hulde van hun nobelen te ontvangen nadat ze aan de macht waren gekomen. We deden dit met erkenning van zijn verheven functie en vanwege de waarde van het werk zelf." Suger voegde een aantal elementen toe en verfraaide de zetel verder. Voor de kroning van Napoleon werd de zetel grof hersteld.
In de 15e eeuw (de renaissanceperiode) werd in zowel Italië als Spanje een karakteristieke vouwstoel ontwikkeld gemaakt van vele kruisvormige elementen, die met houten verbindingsstukken met elkaar werden verbonden. Deze verbindingsstukken rustten op de vloer en werden verder verstevigd met een houten rug. In Spanje ontstond in de 16e eeuw de sillón de cadera (sillón = armstoel; cadera = een heupkussen voor onder een vrouwenrok); een rijk versierde stoel, met vaak elementen uit de Mudéjar
Eind 18e eeuw werd de fraai gesneden en vergulde pliant (vouwkruk) ontwikkeld in Frankrijk, die als onderdeel van bijpassende tabourets in 1786 werd geleverd aan de koninklijke châteaux Compiègne en Fontainebleau. Met hun keizerlijke Romeinse connotaties vonden de rugloze curule-stoelen ook hun weg naar het meubilair van Napoleon, die een aantal van de vroegere koninklijke pliants naar zijn slaapkamer in Fontainebleau liet verplaatsen. Hij liet meer voorbeelden aanrukken in de stijl van het nieuwe Rijk: Rond 1805 werden stoelen van Jacob-Desmalter afgeleverd bij Napoleons residentie in Saint-Cloud in de vorm van gesneden en vergulde in de schede gestoken sabels.
Begin 19e eeuw volgde met de op archeologie gerichte tweede fase van het neoclassicisme een herleving van de aandacht voor de zetel, nu in de vorm van een stijlvolle, niet-adellijke stoel voor alledaags gebruik. Voorbeelden van curulische zetels werden hertekend vanaf een vijftiende-eeuws handschrift van de Roman de Renaude de Montauban en werden bijvoorbeeld uitgegeven in het boek Specimens of Ancient Furniture (1836) van Henry Shaw (1800-1873). Negentiende-eeuwse verzamelaars en verkopers noemden de Renaissance-stoelen Dante-stoelen (sedia Dantesca), Savonarola-stoelen (sedia Savonarola), Petrarca-stoelen (sedia Petrarca) of Dagobert-stoelen (of kortweg 'Dagobert'). Dergelijke curule-stoelen bleven populair tot in de periode van de Neostijlen.